# Monteiras
Monteiras is een plaats (freguesia) in de Portugese gemeente Castro Daire en telt 586 inwoners (2001).